# Nukari
Nukari (szw. Nuckars) – wieś w Finlandii, w rejonie Uusimaa, w gminie Nurmijärvi.